# Jean-Luc Loyer
Pour les articles homonymes, voir Loyer.
Jean-Luc Loyer est un auteur de bande dessinée français né le 18 août 1964 à Hénin-Lietard.

## Biographie
Après des études à l'École des beaux-arts de Douai puis à l'École des Beaux-Arts d'Angoulême, il travaille dans le dessin animé (studios IDDH puis Octopussy) avant de se lancer dans la bande dessinée.
Dans son premier ouvrage, Les Mangeurs de Cailloux, puis dans La boîte à 1 franc, il relate ses souvenirs d'enfance dans le Nord de la France.
En 2006, avec le concours de Xavier Bétaucourt, paraît Noir Métal (éditions Delcourt), bande dessinée documentaire qui porte sur la liquidation de Metaleurop Nord et qui fait l'objet de critiques positives sur BD Gest et La Voix du Nord.
En 2016, toujours avec Bétaucourt, Jean-Luc Loyer publie Le Grand A (Futuropolis), nouvelle bande dessinée documentaire sur le supermarché Auchan à Noyelles-Gouault, bien accueillie par la presse spécialisée,,.
En 2017, Bétaucourt et Jean-Luc Loyer préparent « un album sur le fonctionnement de la Justice », en étudiant le fonctionnement du tribunal d'Angoulême, publié en 2021 sous le titre La balance, le glaive et les fourmis. Par ailleurs, avec le même scénariste, Jean-Luc Loyer prépare un album sur le bassin minier du Parc des Îles, sur commande de la structure associative Euralens.

## Œuvres
- Les Mangeurs de cailloux (Série) : Scénario et dessins : Jean-Luc Loyer (Delcourt, Coll. Encrages, 1998)
- Victor (Série) : Scénario, dessins et couleurs : Jean-Luc Loyer (Delcourt Jeunesse, 1998)
- Madame la lune (Série)[9] : scénario de Jean-Luc Loyer ; dessins de Nathalie Ferlut ; couleurs de Thierry Leprévost  (Delcourt - Jeunesse, 2001)
- Le Chat botté (One shot): scénario, dessins et couleurs Jean-Luc Loyer  (Delcourt - Jeunesse, 2003)
- Mordichaï (Série : 1 tome) : scénario Jean-Luc Loyer ; dessins Vincent Sauvion ; couleurs Catherine Simoni (Soleil, 2004)
- Le Parc fantastique (One shot):scénario Jean-Luc Loyer ; dessins Muriel Sevestre ; couleurs Nadine Thomas (Delcourt - Jeunesse, 2004)
- Noir métal (One shot): scénario Jean-Luc Loyer ; dessins Xavier Bétaucourt ; couleurs Sophie Barroux (Delcourt - Mirages, 2006)
- Les Blagues ch'tis 1 tome ; Scénario et dessins : Jean-Luc Loyer ; couleurs Sophie Barroux (Delcourt, Coll. Humour de rire, 2008).
- La fontaine aux fables collectif. Jean-Luc Loyer participe à deux des trois volumes (Delcourt - Jeunesse, 2008).
- Une enfance ch'ti, aux éditions Delcourt reprend en un volume Les Mangeurs de cailloux et La Boîte à 1 franc (2008)
- La peur, Bestiaire illustré. Sérigraphies en tirage limité retouchées au pinceau, numérotées, signées, 30 exemplaires (Atelier les Mains Sales, janvier 2012)
- Sang Noir, 1906 la catastrophe de Courrières, Futuropolis, 2013  (ISBN 978-2754806114)
- Le Grand A, scénario : Xavier Bétaucourt et Jean-Luc Loyer, dessins et couleur de Jean-Luc Loyer, Futuropolis, 2016  (ISBN 978-2-754-81038-8)
- Cintré(e), scénario, dessins et couleurs Jean-Luc Loyer, Futuropolis, 2018
- La balance, le glaive et les fourmis avec Xavier Bétaucourt, Futuropolis, 2021.

## Récompenses
- Les Mangeurs de Cailloux, sélectionné au festival d'Angoulême 1998, catégorie Coup de Cœur.
- Victor 2. Brasacane le dragon, prix Jeune Public au festival BD Boum de Blois en 1999
- Sang Noir, prix Littéraire des Lycéens et Apprentis de Bourgogne 2014, catégorie BD[10]
- Le Grand A, prix lycéen spécial BD d'économie 2016[11].